# Hiroshi Yamamoto
Hiroshi Yamamoto, född 31 oktober 1962 i Yokohama, är en japansk idrottare som tog brons i bågskytte vid olympiska sommarspelen 1984. 20 år senare tog han silver i bågskytte, vid olympiska sommarspelen 2004 i Aten.